# Fissidens schusteri
Fissidens schusteri är en bladmossart som beskrevs av Iwatsuki och Wu Pan-cheng 1988. Fissidens schusteri ingår i släktet fickmossor, och familjen Fissidentaceae. Inga underarter finns listade i Catalogue of Life.